# シムズの姿勢

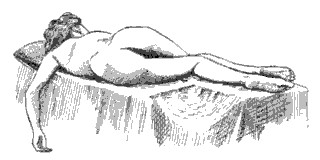
シムズの姿勢

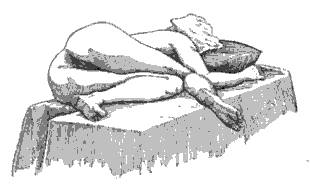
シムズの姿勢

シムズの姿勢（シムズのしせい）、ないし、シムズの体位（シムズのたいい）、シムズ体位（シムズたいい、英語: Sims' position）は、19世紀アメリカ合衆国サウスカロライナ州の婦人科医 J・マリオン・シムズ (J. Marion Sims) に由来する、直腸検査や、治療、浣腸などに用いられる姿勢。患者（被験者）は身体の左側面を下にして横向きに寝て、左臀部と左脚をまっすぐに伸ばし、右臀部と右脚を曲げる。側臥位の一種である。

## 詳細な説明
この姿勢は以下のように説明される。 
1. 患者は左体側を下にして横たわる。
2. 患者の左下肢はまっすぐ伸ばされる。
3. 患者の右下肢は臀部で曲げられ、右脚は膝で曲げられる。曲げた膝はベッド上、ないしは、枕などの上に置き、安定させる。

ただし、両脚の膝を屈曲させる姿勢も、シムズの姿勢のひとつとして言及される場合がある。
一般的に用いられる場合：
1. 出産後の会陰部の検査
2. 経直腸検査

## 妊婦の安楽体位として
シムズの姿勢は、妊娠中期以降の妊婦の安楽体位としても用いられる。この場合は、しばしば、身体の下になる左腕を背中側に回すことが勧められる。

## 昏睡体位として
意識を失い、昏睡状態になった患者が、何らかの事情で気道閉塞を起こさないよう、気道を確保する方策として、シムズの姿勢をとらせることがあり、この場合は特に昏睡体位と称される。昏睡体位の場合は、身体の左右いずれを下にすることもあり、また、身体の下側になる腕を上方に伸ばして、頭を支えるようにすることもある。